# 北見健
北見 健（きたみ けん）は、日本のゲームクリエイター。

## 来歴
1992年にコーエー（後のコーエーテクモゲームス）入社。『ウイニングポスト3』『ウイニングポスト4』のディレクターを担当し、『太閤立志伝IV』でプロデューサーとして初の指揮。以後、『三國志X』『三國志11』『信長の野望・天道』といった作品のプロデュースを務める。

## 主な関連作品
ディレクター
- ウイニングポスト3
- ウイニングポスト4

プロデューサー
- 太閤立志伝IV
- 三國志X
- 三國志11
- 信長の野望・天道
- 三國志12